# Football Association of Zambia
Die Football Association of Zambia (FAZ) ist der Fußballverband von Sambia. Die Organisation wurde 1929 gegründet und trat 1964 der FIFA bei. Sie ist ebenfalls seit dem Jahr Mitglied der Confédération Africaine de football (CAF), dem afrikanischen Fußballverband.
Die FAZ organisiert den nationalen Fußball, darunter die Super Division, sowie die Herren- und Frauennationalmannschaft.